# 마리 질랭
마리 질랭(Marie Gillain, 1975년 6월 18일 ~ )은 벨기에의 배우이다.

## 출연 작품

### 영화
- 아버지는 나의 영웅 (1991)
- 마리 (1994, Marie)
- 라빠 (1995)
- 친화력 (1996, Le affinità elettive)
- Le Bossu (1997)
- 할렘 슈어 (1999, Harem Suare)
- 통행증 (2002, Laissez-passer)
- 느껴야 사는 여자 (2004, Tout le plaisir est pour moi)
- 랑페르 (2005)
- 열쇠 (2007, La Clef)
- 죽음의 씨앗 (2007, Pars vite et reviens tard)
- 피메일 에이전트 (2008)
- 코코 샤넬 (2009)

### 텔레비전
- 어린 왕자 (2010) - 목소리